# Miami PanAm International 1999
Die Miami PanAm International 1999 im Badminton fanden Anfang  August 1999 statt.

## Sieger und Platzierte
| Disziplin    | Gold                                  | Silber                               | Bronze                             |
| ------------ | ------------------------------------- | ------------------------------------ | ---------------------------------- |
| Herreneinzel | Kevin Han                             | Andy Chong                           | Alex Liang                         |
| Herreneinzel | Kevin Han                             | Andy Chong                           | Conrad Hückstädt                   |
| Dameneinzel  | Lorena Blanco                         | Sandra Jimeno                        | Melinda Keszthelyi                 |
| Dameneinzel  | Lorena Blanco                         | Sandra Jimeno                        | Doriana Rivera                     |
| Herrendoppel | Kevin Han Alex Liang                  | Mario Carulla José Antonio Iturriaga | Andy Chong Radu Milevschi          |
| Herrendoppel | Kevin Han Alex Liang                  | Mario Carulla José Antonio Iturriaga | Roy Paul jr. Robert Richards       |
| Damendoppel  | Ximena Bellido Lorena Blanco          | Sandra Jimeno Doriana Rivera         | Melinda Keszthelyi Julie Yu        |
| Damendoppel  | Ximena Bellido Lorena Blanco          | Sandra Jimeno Doriana Rivera         | Shackerah Cupidon Nigella Saunders |
| Mixed        | José Antonio Iturriaga Ximena Bellido | Alex Liang Julie Yu                  | Roy Paul jr. Nigella Saunders      |
| Mixed        | José Antonio Iturriaga Ximena Bellido | Alex Liang Julie Yu                  | Guillermo Cox Sandra Jimeno        |